# Thomas Rettenegger
Thomas Rettenegger (* 5. Februar 2000) ist ein österreichischer Nordischer Kombinierer.

## Werdegang
Rettenegger, der für die TSU St. Veit startet, gab sein internationales Debüt im Rahmen der Nordischen Skispielen der OPA 2015 in Seefeld, wo er die Bronzemedaille im Schülerwettkampf gewann. In den folgenden Jahren nahm er regelmäßig an Wettbewerben im Alpencup teil.  Im Frühjahr 2018 wurde Rettenegger in Saalfelden österreichischer Jugendstaatsmeister im Teamsprint. Sein Debüt im Continental Cup absolvierte er im Jänner 2018 in Rena, bei dem er direkt die Punkteränge erreichte. Auch bei seinem Grand-Prix-Debüt im Sommer 2018 in Villach gewann Rettenegger auf Anhieb Punkte. In den Winter startete Rettenegger mit einem Sieg im Alpencup, ehe er im Continental Cup konkurrierte und erste Top-10-Ergebnisse erzielte. In der Gesamtwertung der zweithöchsten Wettkampfserie belegte er Rang 26.
Im Winter 2019/20 stellte sich Rettenegger in verschiedenen Wettkampfformaten, vom Alpencup bis hin zum Weltcup, der internationalen Konkurrenz. Am häufigsten wurde er im Continental Cup eingesetzt, wo er konstant in die Punkteränge lief. Ende Dezember 2020 startete er als Teil der nationalen Gruppe in Ramsau erstmals im Weltcup, verpasste mit den Plätzen 35 und 37 allerdings seine ersten Punktgewinne. Ende Februar 2020 erreichte Rettenegger erstmals das Podest im Continental Cup, als er gemeinsam mit Sigrun Kleinrath, Lisa Hirner und Stefan Rettenegger den erstmals ausgetragenen Mixed-Team-Wettbewerb in Eisenerz auf dem zweiten Platz hinter Norwegen beendete. Anschließend wurde er ins österreichische Team für die Nordischen Junioren-Skiweltmeisterschaften 2020 in Oberwiesenthal berufen. Dort belegte er Rang 18 im Einzel, ehe er gemeinsam mit Stefan Rettenegger, Johannes Lamparter und Fabio Obermeyr Junioren-Weltmeister im Team wurde. Zum Auftakt in die Saison 2020/21 belegte er am dritten Wettkampftag der Continental-Cup-Wettbewerbe in Park City den vierten Platz, sein bis dato bestes COC-Ergebnis. Im weiteren Saisonverlauf kam er weiterhin im Continental Cup zum Einsatz, in dessen Gesamtwertung er den 14. Platz belegte.
Bei den Grand-Prix-Wettbewerben Anfang September in Villach lief Rettenegger auf die Ränge elf und 20, womit er schließlich 35 Punkte erzielte und den 27. Platz in der Gesamtwertung einnahm. Im Winter wurde er erneut im Continental Cup eingesetzt. Am 4. Dezember erreichte er als Dritter in Zhangjiakou erstmals das Podest. In den folgenden Wochen nahm er sowohl im Val di Fiemme als auch in Seefeld am Weltcup teil, verpasste aber jeweils die Punkteränge. Während der restlichen Saison stellte er sich erneut im Continental Cup der Konkurrenz und erzielte dabei regelmäßig Platzierungen unter den besten Zehn. In Lillehammer als Dritter im Einzel sowie in Eisenerz als Zweiter im Mixed-Team konnte er weitere Podestplätze erreichen. Die Saison schloss er als Vierter der Continental-Cup-Gesamtwertung ab.
Zur Saison 2022/23 wurde Rettenegger in den A-Kader, dem zweithöchsten Nationalkader des ÖSV in der Nordischen Kombination, berufen. Im Sommer 2023 gehörte Rettenegger bei allen drei Stationen des Grand Prix zum österreichischen Aufgebot. Da er alle Wettbewerbe bestritt, belegte er in der Sommerwertung den 13. Platz, wenngleich er in der unbereinigten Grand-Prix-Wertung 30. wurde. Bereits zum Weltcup-Auftakt in Ruka im November 2022 war Rettenegger im österreichischen Kader. Am dritten Wettkampftag belegte er im Massenstart den 29. Platz und gewann somit seine ersten Weltcuppunkte. Auch bei den folgenden Etappen gehörte er zum Weltcup-Team und fand sich meist in den hinteren Punkterängen wieder. Beim Massenstart in Otepää am 7. Jänner 2023 sprang Rettenegger als 23. nach dem Langlauf noch auf den dritten Platz vor, womit er erstmals ein Weltcuppodest erreichte. Am 18. Februar gewann er die Premierenausgabe des Super Sprints im Continental Cup. Bei den Nordischen Skiweltmeisterschaften 2023 kam er lediglich im Gundersen-Wettbewerb von der Großschanze zum Einsatz und belegte dabei den 35. Platz. Bei den Österreichischen Meisterschaften 2024 in Bischofshofen gewann er im Massenstart seinen ersten Staatsmeistertitel.
Rettenegger wurde für die Nordischen Skiweltmeisterschaften 2025 in Trondheim nominiert, kam aber außerhalb von Trainingseinheiten nicht zum Einsatz. Beim Training von der Großschanze stürzte Rettenegger und zog sich eine Schulterverletzung zu, die sich als knöcherner Ausriss eines Vorsprungs des Oberarmkopfes herausstellte. Seine Saison war damit beendet.

## Privates
Sein Bruder Stefan (* 2002) ist ebenso als Nordischer Kombinierer aktiv. Rettenegger besuchte das Skigymnasium HIB Saalfelden. 2020 wurde er ins Heeressportzentrum des Österreichischen Bundesheers aufgenommen. Als Heeressportler trägt er derzeit den Dienstgrad Gefreiter.

## Erfolge

### Continental-Cup-Siege im Einzel
| Nr. | Datum            | Ort  | Disziplin                  |
| --- | ---------------- | ---- | -------------------------- |
| 1.  | 18. Februar 2022 | Rena | Super Sprint Normalschanze |

## Statistik

### Weltcup-Platzierungen
| Saison  | Platz | Punkte |
| ------- | ----- | ------ |
| 2022/23 | 25.   | 192    |
| 2023/24 | 09.   | 877    |
| 2024/25 | 14.   | 606    |

### Grand-Prix-Platzierungen
| Saison | Platz | Punkte |
| ------ | ----- | ------ |
| 2018   | 59.   | 005    |
| 2021   | 27.   | 035    |
| 2022   | 30.   | 032    |
| 2023   | 12.   | 138    |
| 2024   | 11.   | 100    |

### Continental-Cup-Platzierungen
| Saison  | Platz | Punkte |
| ------- | ----- | ------ |
| 2017/18 | 63.   | 044    |
| 2018/19 | 26.   | 158    |
| 2019/20 | 31.   | 132    |
| 2020/21 | 14.   | 235    |
| 2021/22 | 04.   | 668    |
| 2022/23 | 10.   | 302    |